# El Graner (Sallent)
El Graner o El Graner de Cornet és una masia situada al municipi de Sallent, a la comarca del Bages.